# Salamanca (tartomány)
Salamanca egy tartomány Spanyolországban, Kasztília és León autonóm közösségben.
Főleg León tartományban erősek azok a követelések, amelyek egy különálló León autonóm közösség létrehozását szeretnék, s ebbe bele akarják vonni Zamora és Salamanca tartományokat is, habár ezen követelés utóbbi két tartományban nem annyira erős, mint Leónban (lásd még: leóni nacionalizmus).

## Fekvése
Salamanca Zamora, Valladolid, Ávila, Cáceres, Bragança és Guarda tartományokkal határos.